# Ивановское (усадьба)
Об усадьбе Барятинских см. Марьино
Ивановское — богатая дворянская усадьба в одноимённом селе на берегу реки Пахры. С 1-й половины XX века находится в черте города Подольска и соседствует с современными жилыми кварталами. Внутри усадьбы — музей.

## При Толстых
Усадьба, принадлежавшая в XVIII веке Головиным, была отстроена в камне в самом начале XIX века сенатором и библиофилом, графом Фёдором Толстым (1758—1849). Разбогатев за счёт брака с внучкой горнозаводчика Мясникова, он собрал одну из самых полных в России того времени коллекций редких книг и рукописей. Его родной брат Илья — дед Льва Толстого.
Большой господский дом классической архитектуры (6-колонный, первоначально 2-этажный) обращён фасадом к берегу Пахры, укреплённому каменной террасой. В центре среднего этажа, который считался парадным, помещался большой лепной зал в два света, где проходили балы и приёмы, с камином в стиле Людовика XVI. К дому примыкали два флигеля, в которые можно было попасть по низким каменным переходам. «Рассчитанный на отражение в реке, на чудесную раму зелени, дом в Ивановском со стороны сада казался очень стильным и выдержанным».

В основе оформления Ивановского дворца — колонные лоджии коринфского ордера с фронтоном на главном и парковом фасадах здания. Этот мотив прямо заимствован у Палладио, оформлявшего подобными портиками в лоджиях сооружаемые им виллы венецианских вельмож. Для облика данного типа усадебного дома характерна также ровная гладь стен, прорезанных строгими прямоугольниками окон и лишенных какого бы то ни было декора.— М. М. Дунаев
Ещё ближе к речному откосу высилось двухэтажное здание померанцевой оранжереи с выпуклой полуротондой двусветного зала, где также находился крепостной театр. До новейшего времени подобные деревенские театры сохранились, кроме Ивановского, только в Останкине, Архангельском, Ольгове и Люблине.
В 1825 году в оранжереях усадьбы выращивали разнообразные плодовые деревья лучших сортов: персики, абрикосы, груши, сливы и многие другие. За оранжереями ухаживал садовник Иван Иванов. Излишки саженцев, которые не использовались для собственных нужд, продавались.

## При Закревских
Дочь и наследница графа Толстого, Аграфена Фёдоровна, известна сегодня благодаря крылатым строкам Пушкина: «И мимо всех условий света Стремится до утраты сил, Как беззаконная комета В кругу расчисленном светил». После свадьбы графини Толстой с блестящим военным Арсением Закревским дом в Ивановском видел многих из его боевых товарищей — героев 1812 года.

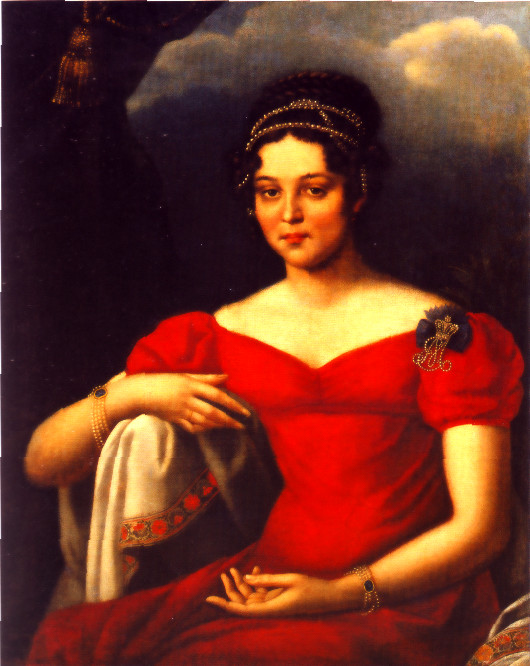
Аграфена Закревская

Перед тем, как быть назначенным в 1848 году московским генерал-губернатором, граф Закревский целых 17 лет провёл в отставке. Эти годы он посвятил усовершенствованию имений своей супруги, и в первую очередь Ивановского. «Вся Москва съезжалась сюда», — свидетельствовал служивший под началом Закревского писатель Маркевич.
Одну пару флигелей Закревский надстроил до высоты главного дома, а другую соединил с ними крытыми галереями, со стороны парадного двора придав усадьбе вид несколько чопорный и скучный (традиционный для николаевского времени «комод»). В правом крыле была оборудована домовая церковь. Треугольный фронтон был украшен гербом владельцев.

Своего рода большим залом под открытым небом становится обширный парадный двор усадьбы, ограниченный дворцом, двумя флигелями и решетчатой оградой с пропилеями в центре. Декор флигелей получил после перестройки явные палладианские мотивы — сочетания портиков с полуциркульными арками и фронтонами. С парадного двора посетитель попадает в не менее торжественный вестибюль, оформленный тосканскими колоннами. Вестибюль — и это необычно для классицизма — занимает всё пространство между дворовым и парковым фасадами.— М. М. Дунаев

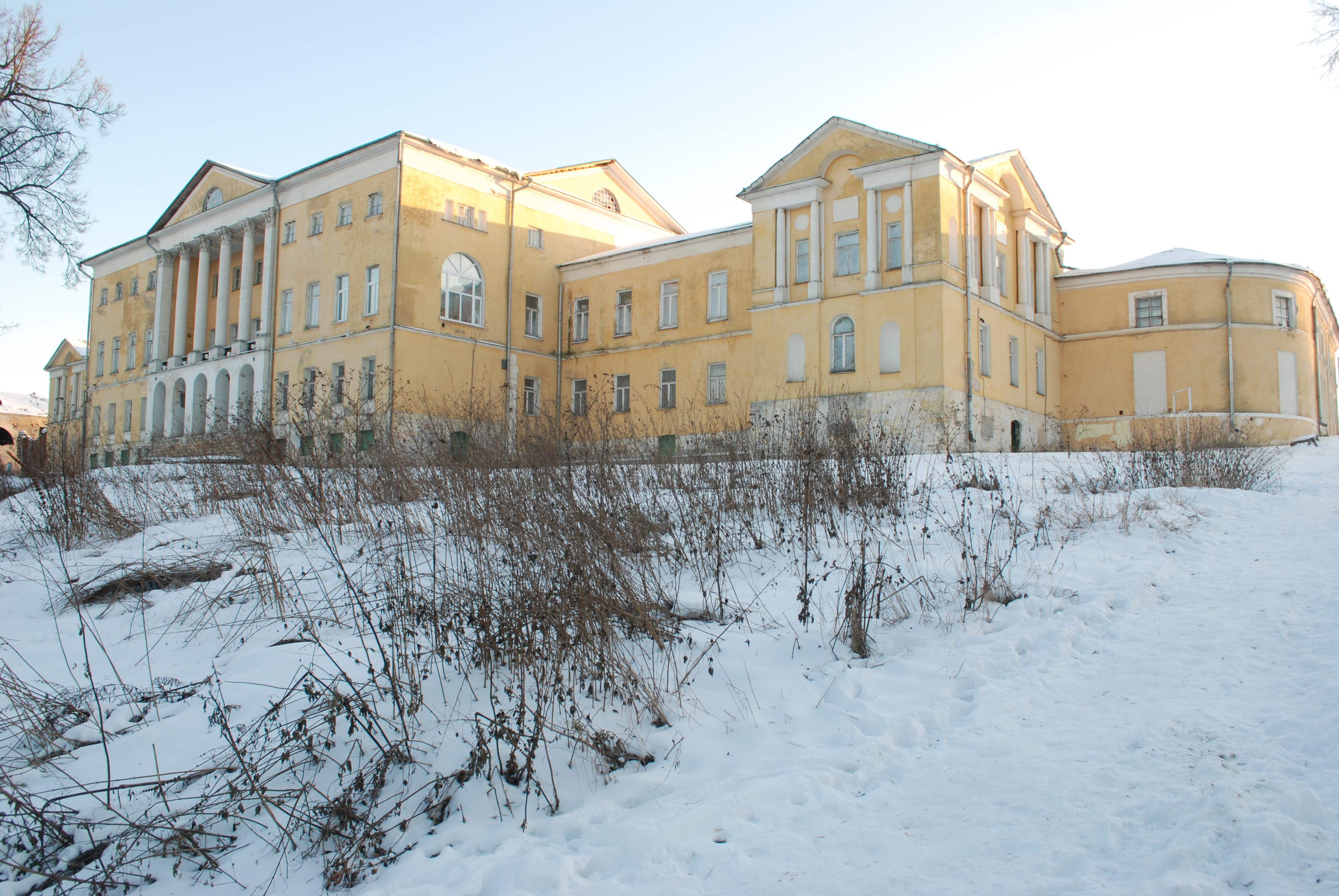
Вид со стороны бывшего парка

При Закревских парк пополнился малыми архитектурными формами (из которых уцелел только один павильон) и был обнесён каменной оградой. Подъездную лестницу украсили мраморные статуи. Панораму закрытого парадного двора довершали пропилеи с ампирной решёткой и памятный знак в честь покойного патрона Закревского — графа Н. М. Каменского.

## Новейшее время
После отмены крепостного права супруги Закревские отбыли из России во Флоренцию, где провели закат своей жизни.  Графиня А. Ф. Закревская продала имение своей дальней родственнице графине Софье Келлер, дочери В. А. Бобринского. 
В 1870-е гг. графиня Келлер была вынуждена уступить Ивановское в уплату долгов богатым московским купцам Бахрушиным. Новые хозяева владели имением сообща, пока в 1903 году глава семейства А. А. Бахрушин не выкупил у родственников доли и не передал Ивановское в единоличное владение своему сыну Владимиру (1853—1910), отцу советского академика. Облик имения при Бахрушиных запечатлён на некоторых полотнах Борисова-Мусатова. После смерти в 1916 году старика Бахрушина усадьба была отдана московским властям с целью устройства на территории детского приюта.
Вслед за Октябрьской революцией барский дом в Ивановском был разорён и отдан под общежитие. В 1980-е гг. заброшенное здание было отремонтировано силами ПТУ при Подольском машиностроительном заводе; с 1987 г. здесь действует Музей профессионального образования. Щит у ограды сообщал, что «реставрация ведётся по инициативе ГПТУ-27 при участии подольского машиностроительного завода имени Орджоникидзе; руководит работами Герой Социалистического Труда А. А. Долгий». Сохранились следы былых интерьеров, полы из наборного паркета.

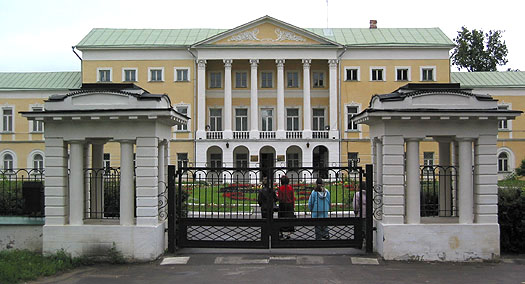
Вход в музейный комплекс в 2003 году. После перекраски 2010 года декоративные детали стало непросто разглядеть на фоне белых стен.
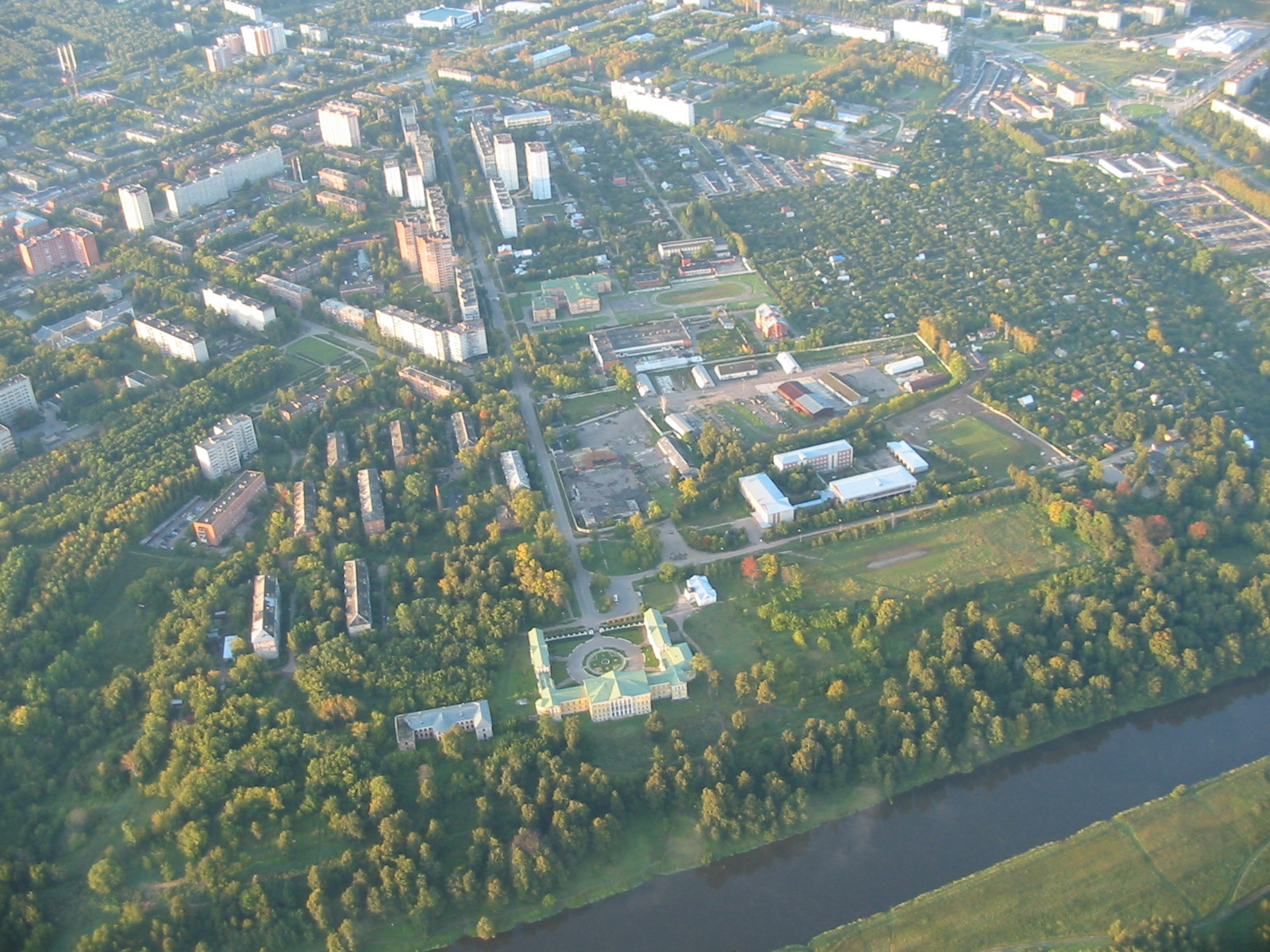
Усадьба с высоты птичьего полёта
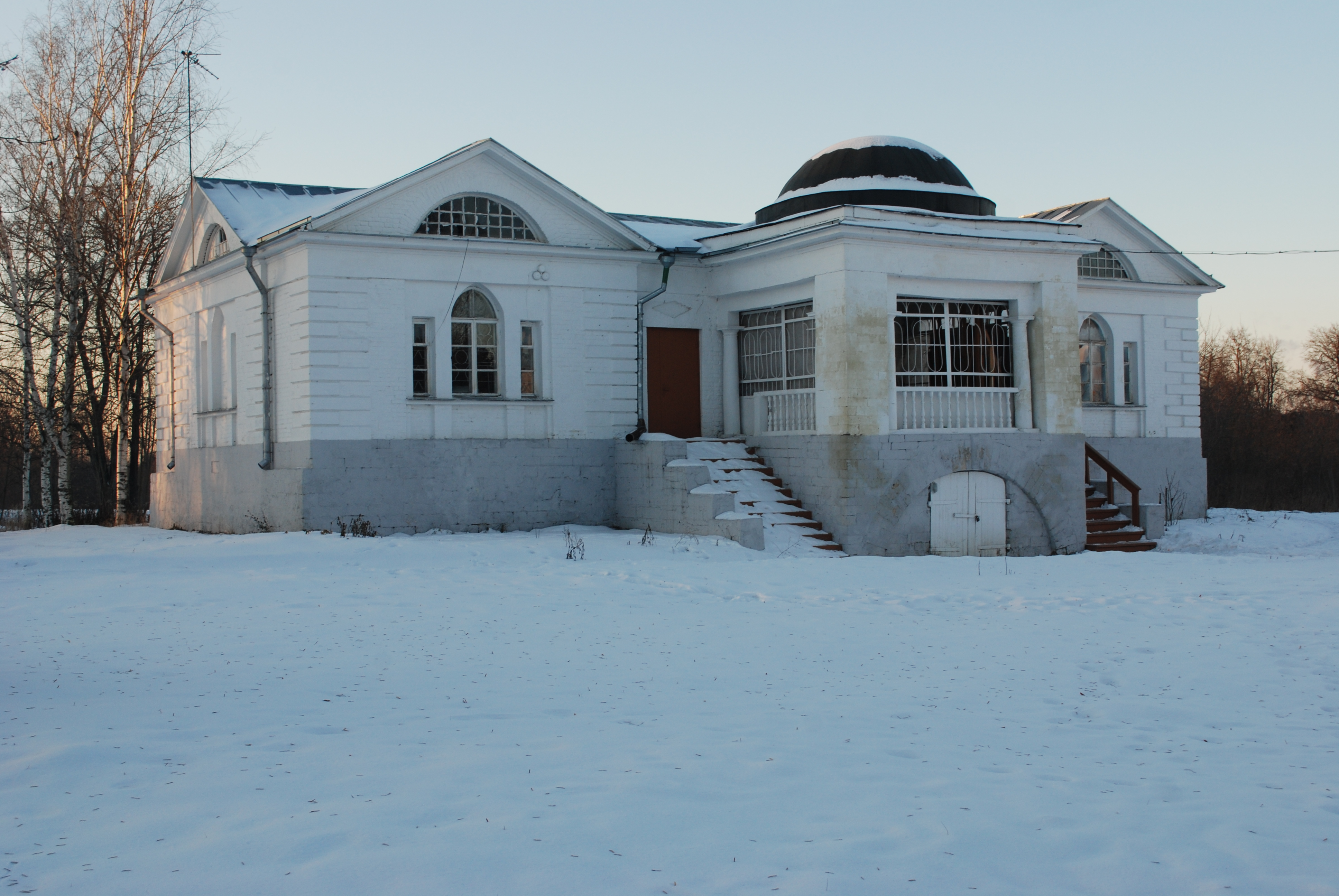
Домик управляющего
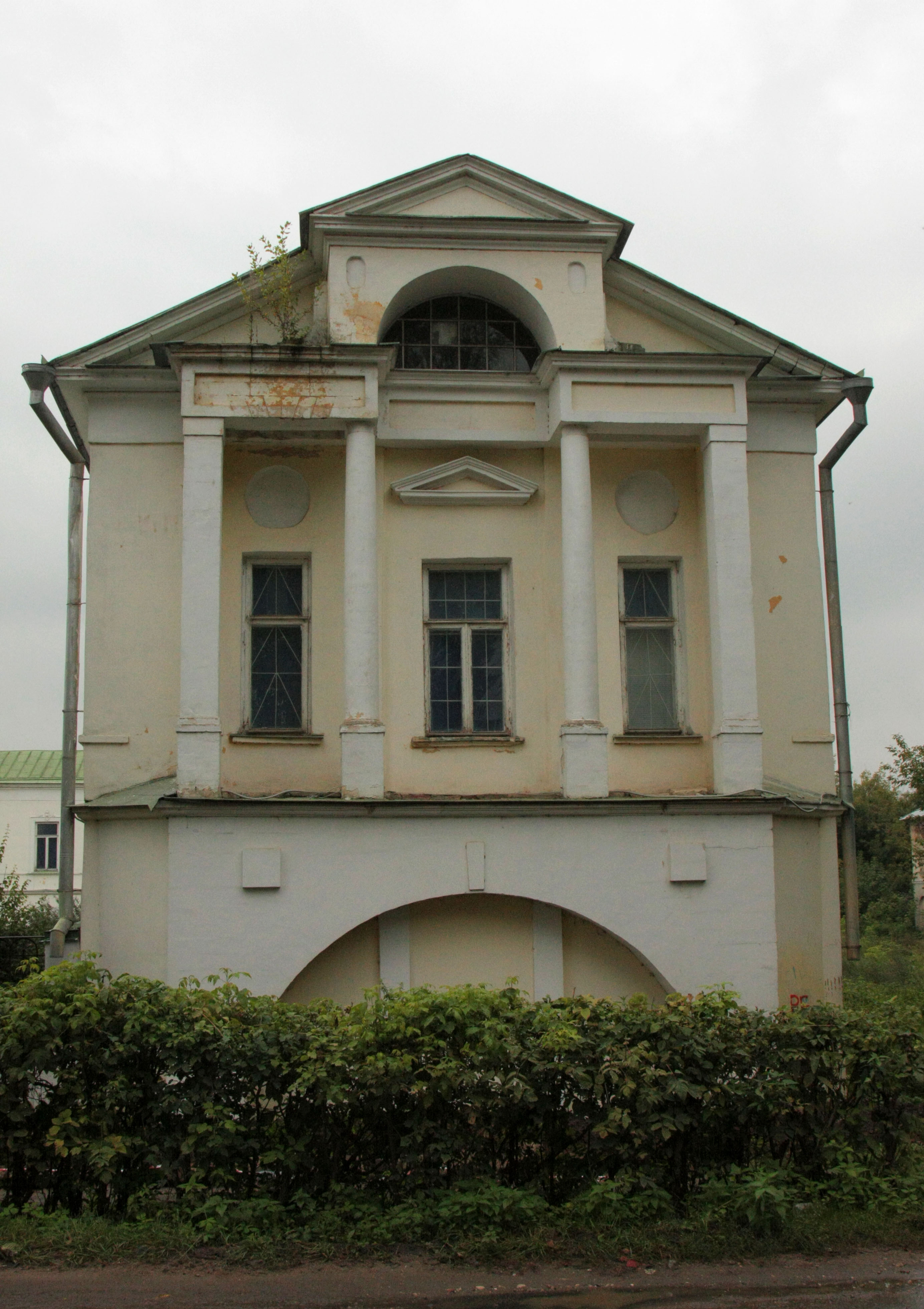
Торец восточного флигеля
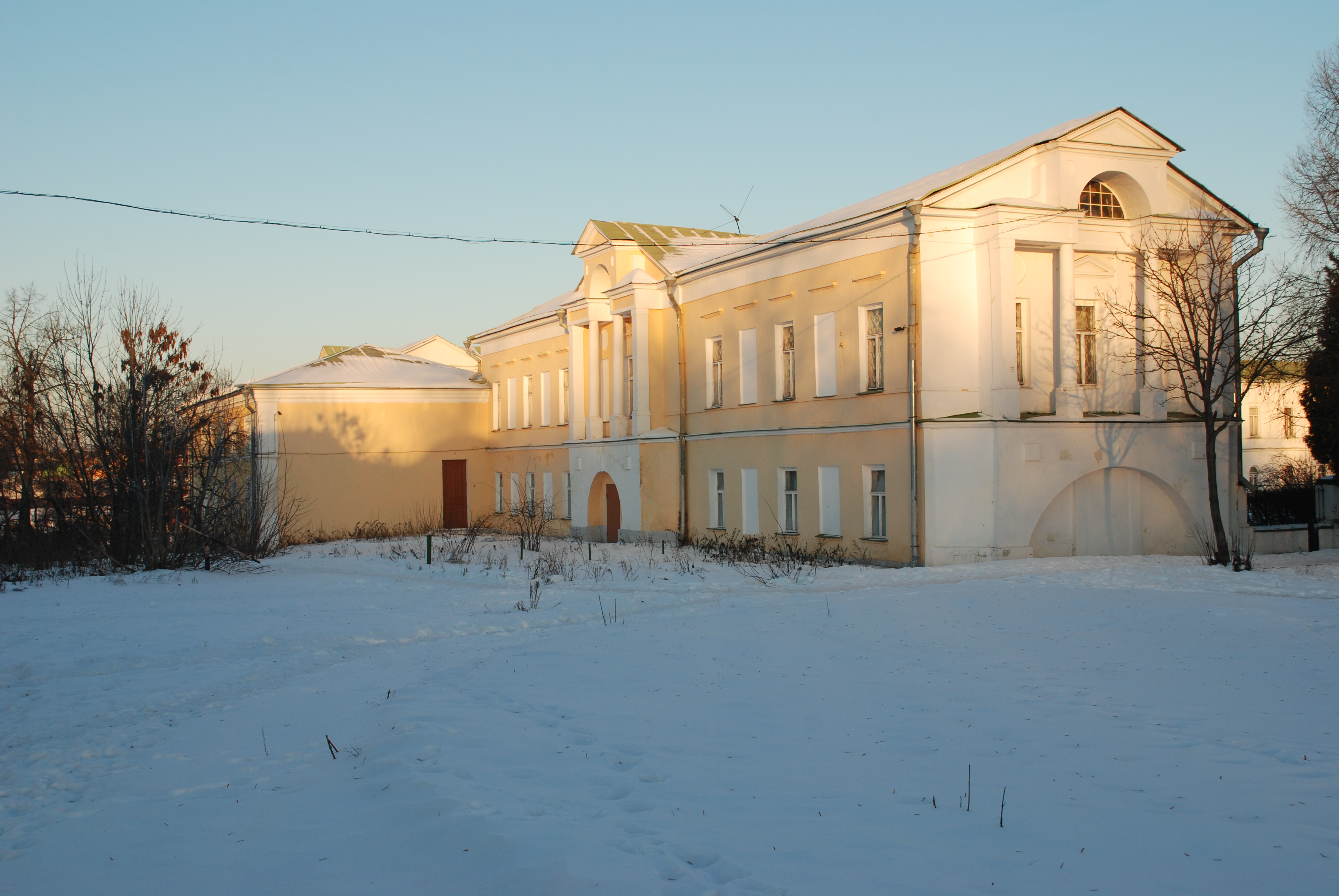
Боковой западный флигель
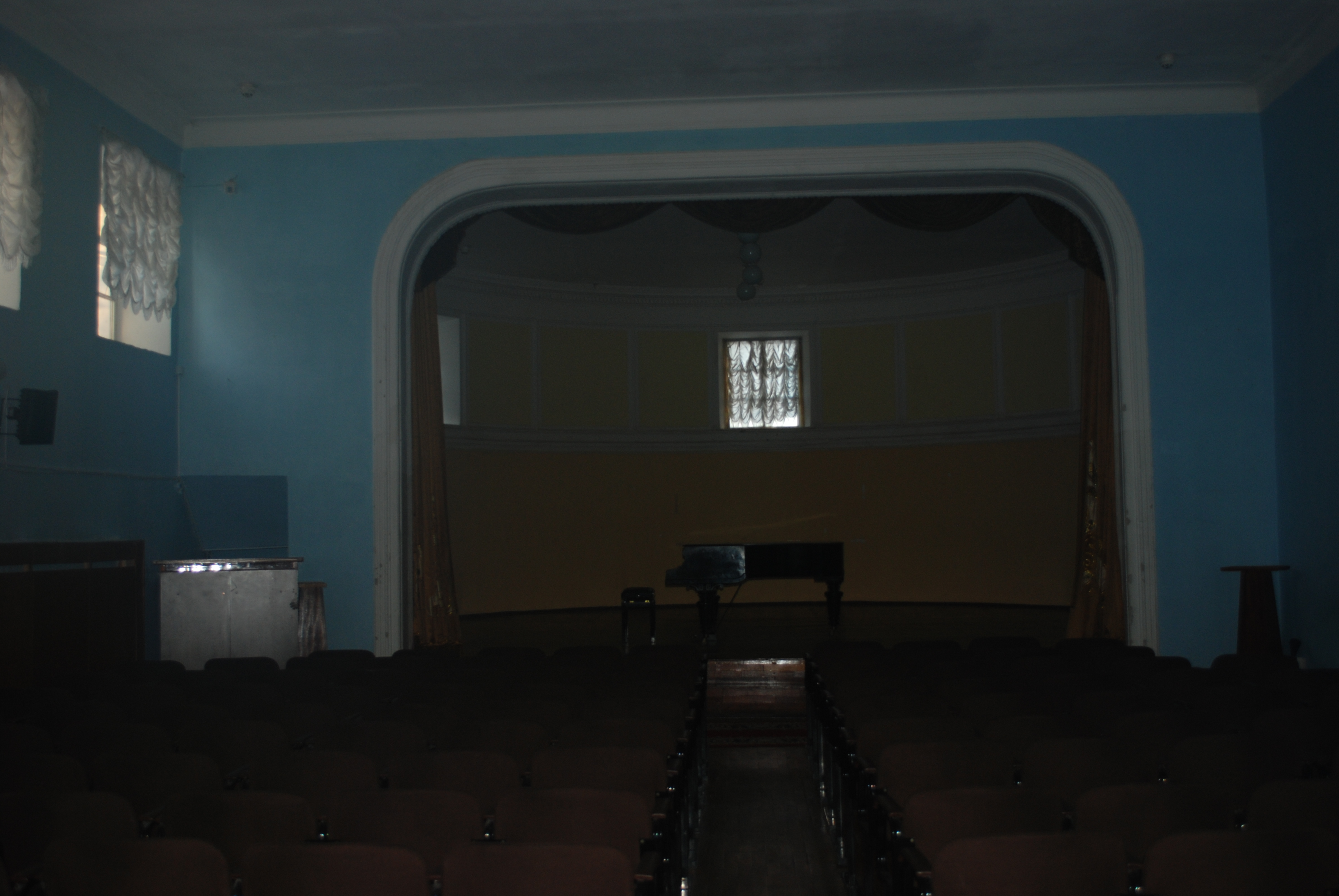
Сцена театра